# Uszakowo (rejon kiczmiengsko-gorodiecki)
Uszakowo (ros. Ушаково) – wieś w Rosji, w rejonie kiczmiengsko-gorodieckim obwodu wołogodzkiego. W 2010 r. liczyła 182 mieszkańców.